# Emátia
Emátia (em grego Ημαθία) é uma unidade regional da Grécia, localizada na região da Macedônia Central. Sua capital é a cidade de Véria.